# Umar ibn Jahja
Umar ibn Jahja (zm. 1259) – sułtan Maroka z dynastii Marynidów, syn sułtana Abu Jahji Abu Bakra. Objął tron po śmierci ojca w 1258 roku wśród walk o władzę i przy ciągle obecnym jeszcze oporze Almohadów w południowej części kraju. Zginął w 1259 roku, zabity przez dążącego do władzy stryja Abu Jusufa Jakuba.